# American Splendor
American Splendor är en serietidning i undergroundanda, som helt och hållet handlar om serieförfattaren Harvey Pekars liv. Tidningen startades 1976 och har genom åren tecknats av olika serietecknare, bland andra Robert Crumb, Gary Dumm och Joe Zabel. Sista numret utkom 2008.

## Publicering i Sverige
- På svenska har American Splendor bland annat funnits att läsa i Rocky Magasin.